# Michele Manzi
Michele Manzi (Latina, 11 settembre 2002) è un rugbista a 15 italiano, Utility back della Rugby Roma Olimpic Club 1930 di Roma.

## Biografia
Nasce a Latina l'11 settembre 2002 e cresce rugbisticamente tra le file del Cisterna rugby arrivando ad esordire in serie C all'età di 17 anni. Nel 2022 passa alla U.S. Primavera Rugby, anno in cui esordisce in prima squadra (serie A) partendo titolare contro la Unione Rugby Capitolina. Nel 2023 passa nelle file della Rugby Roma Olimpic Club 1930, disputando il campionato di serie A con la prima squadra.